# منشأة بشارة
قرية منشاة بشارة هي إحدى القرى التابعة لمركز الدلنجات في محافظة البحيرة في جمهورية مصر العربية. حسب إحصاءات سنة 2006، بلغ إجمالي السكان في منشاة بشارة 1104 نسمة، منهم 556 رجل و548 امرأة.